# Volvopluteus
Volvopluteus is een geslacht van schimmels behorend tot de familie Pluteaceae. De typesoort is Volvariella argentina.

## Soorten
Volgens Index Fungorum telt het geslacht vier soorten (peildatum februari 2023):
| Soortnaam                                     | Auteur(s)                        | Publicatiejaar |
| --------------------------------------------- | -------------------------------- | -------------- |
| Volvopluteus asiaticus                        | Justo & Minnis                   | 2011           |
| Volvopluteus earlei                           | (Murrill) Vizzini, Contu & Justo | 2011           |
| Volvopluteus gloiocephalus (Gewone beurszwam) | (DC.) Vizzini, Contu & Justo     | 2011           |
| Volvopluteus michiganensis                    | (A.H. Sm.) Justo & Minnis        | 2011           |